# 호르몬 대체요법
호르몬 대체요법(Hormone replacement therapy, HRT, menopausal hormone therapy, MHT, postmenopausal hormone therapy, PHT, PMHT)는 여성의 폐경기와 관련된 증상을 치료하기 위해 사용되는 호르몬 요법의 일종이다.

## 종류
- 호르몬 대체요법 (폐경)
- 호르몬 대체요법 (트랜스젠더)
  - 호르몬 대체요법 (MTF)
  - 호르몬 대체요법 (FTM)
- 안드로겐 대체요법

## 같이 보기
- 트랜스젠더 호르몬 치료